# The Young and the Restless
The Young and the Restless is een Amerikaanse soapserie, afkomstig van de zender CBS. De serie speelt zich af in Genoa City, Wisconsin en startte op 26 maart 1973. Inmiddels zijn er al ruim 12500 afleveringen van de populaire soap uitgezonden.
In Nederland is de serie nooit langdurig op televisie gebleven. SBS6 deed jaren terug een poging, maar deze mislukte waarna de serie ook weer direct van de buis verdween. In België is de serie wel al jaren te zien onder de naam Lief & Leed.
Van 31 januari 2011 tot aan 13 januari 2012 heeft RTL 8 de soap uitgezonden. De bedoeling was om met de komst van The Young and the Restless het gat op te vullen dat As the World Turns achterliet, zodra deze soap was afgelopen. Deze belofte heeft de zender niet waargemaakt. Reden voor het stoppen van de serie waren de matige kijkcijfers. Een terugkomst is mogelijk, RTL heeft de rechten van de soap nog in handen.
Sinds eind 1988 staat The Young and the Restless op de eerste plaats in de kijkcijfers wat soapseries betreft. Van 1988 tot 2005 zijn de kijkcijfers wel van acht miljoen naar zes miljoen gegaan, maar alle andere soaps zagen hun kijkcijfers ook dalen.

## Geschiedenis
Het begin van de serie draaide vooral rond de families Brooks en Foster. William en Elizabeth Foster hadden 3 kinderen: Snapper, Greg en Jill. Stuart en Jennifer Brooks hadden vier dochters: Leslie, Chris, Peggy en Lauralee (bijnaam Lorie, gespeeld door Jaime Lyn Bauer). Later bleek dat de vader van Lorie Bruce Henderson was, de broer van Elizabeth. De Brooks familie was welgesteld terwijl de Fosters arm waren.
Een van de langstlopende verhaallijnen uit de geschiedenis van het programma is de rivaliteit tussen Katherine 'Kay' Chancellor en Jill Foster. In 1973 ging Jill bij Katherine werken als manicure en persoonlijke secretaresse. Katherine was drankzuchtig en zat gevangen in een liefdeloos huwelijk met Philip Chancellor. Jill en Philip werden verliefd waardoor Philip de scheiding aanvroeg, op weg naar de advocaat om de scheiding te regelen kregen Kay en Philip een auto-ongeval (jarenlang werd gespeculeerd of ze het met opzet gedaan had of niet). Op zijn sterfbed trouwde Philip nog met Jill en liet haar en hun kind Philip III zijn fortuin na, maar Kay vocht deze beslissing aan, met succes. Een verbitterde Jill werd een echte feeks en zij en Kay vochten later om schoonheidsspecialist Derek Thurston. Jill trouwde met magnaat John Abbott (Jerry Douglas) terwijl Kay baanbrekende verhaallijnen kreeg, zoals alcoholisme en een facelift. Jaren later, nadat haar 2 huwelijken met John voorbij waren en haar zoon Philip in een auto-ongeval om het leven kwam, ging Jill naar de rechter en eiste de helft van het Chancellor-huis op. Nog later werd de zoon van Jill en John, Billy, verliefd op Mackenzie, de kleindochter van Kay. Ook hierover werd fel gevochten maar toen ontdekte Jill dat Kay haar biologische moeder was en dat Billy en Mackenzie neef en nicht waren. Dit gebeurde net toen het koppel trouwde en voor ze hun huwelijksnacht ingingen. Billy en Mackenzie verlieten Genoa City gebroken. Nadat Jill het huis wilde laten opknappen raakte Katherine terug aan de drank, niet veel later kwam Arhtur Hendricks terug in Kay's leven, hij was de vader van Jill. Na enkele maanden raakte Kay eindelijk van de drank af maar toen kwam de stiefzoon van Arthur op de proppen die rondstrooide dat Arthur een geldwolf was die zijn moeder vermoordde. Jill twijfelde erg aan haar vader en die was zo gekwetst dat hij zijn verloving met Katherine verbrak en wegging. Katherine nam dit Jill niet in dank af en de ruzie begon weer.
Alhoewel Lorie eerst een stout meisje was dat haar zus Leslie kwelde, kwam ze meer op de voorgrond toen ze over het hoederecht vocht met haar zuster en te kampen kreeg met haar psychotische schoonmoeder Vanessa (die zelfmoord pleegde om Lorie erin te luizen). In het begin van de jaren tachtig ging het programma van een half uur naar een uur, maar omdat vele acteurs dit niet zagen zitten, werden ze vervangen. In 1982 verliet ook Jaime Lyn Bauer (Lorie) de serie omdat ze uitgeput was en hoofdschrijver William J. Bell greep nu zijn kans om alle personages van de familie Foster en Brooks eruit te schrijven (behalve Jill). De serie concentreerde zich vanaf dat moment op de families Williams, Abbott en Newman en de bedrijven Jabot Cosmetics en Newman Enterprises. De meeste personages van de Williams-familie verdwenen geleidelijk aan maar de andere families bleven. Y&R is de enige soapserie die de oorspronkelijke families waar het programma om draaide deed verdwijnen en er ook nog eens beter van werd.
Terwijl de oude personages langzaam verdwenen, haalde Bell Eric Braeden erbij: hij speelde magnaat Victor Newman die een slechte relatie had met zijn vrouw Julia. De serie had niet veel sterke mannelijke personages en Bell maakte van Braeden een ster. Hij ging naar een stripclub waar hij de onschuldige Nikki Reed (Melody Thomas Scott) leerde kennen. Nikki had al van alles meegemaakt (ze vermoordde haar vader die haar verkrachtte en had een SOA gekregen van Paul Williams). In 1984 trouwden ze voor het eerst en begon de lange haat-liefdeverhouding met scheidingen en hertrouwen, ze kregen allebei nog andere partners, maar in 1998 kwamen ze terug samen en sindsdien zijn ze bij elkaar.
The Young and the Restless is een van de weinige series waarin met succes Afro-Amerikanen een rol speelden. Midden jaren tachtig waren er enkele personages die het niet zo heel lang uithielden, maar de komst van de familie Winters en de Barber-zusters veranderde alles. Maar de serie werd ook bekritiseerd, omdat de Afro-Amerikanen weinig contact met de andere personages hadden. Eind jaren negentig wilden de makers Neil Winters koppelen aan Victoria Newman maar dat stuitte op hevig verzet van de fans, voornamelijk uit het Zuiden (de voormalige slavenstaten), die telefoontjes pleegden en brieven verstuurden waarin ze hun ongenoegen uitten. In 2004 kwamen Phyllis Abbott (Michelle Stafford) en Afro-Amerikaan Damon Porter samen, maar na enkele maanden was ook dit weer voorbij.
Vele sociale thema's werden niet behandeld zoals in andere soaps. Toen Ashley Abbott een abortus pleegde van Victor werden voor- en nadelen van abortus niet behandeld. In de jaren zeventig kwam ook homoseksualiteit aan bod. Katherine Chancellor raakte bevriend met de ongelukkige, aan overgewicht lijdende Joann Curtis. Kay nam haar in huis en zorgde ervoor dat ze een beter zelfbeeld kreeg. Al snel vroeg haar zoon Brock zich af wat de vrouwen toch de hele tijd samen uitspookten, Kay plande zelfs een vakantie naar Hawaï met Joann. De kijkcijfers daalden en onthutste fanbrieven stroomden binnen. Bell stopte de relatie onmiddellijk en schreef Joann uit de reeks, de kijkcijfers stabiliseerden opnieuw.
Een ander heet hangijzer van de serie was de status van Bells dochter Lauralee. In 1983 begon ze met de rol van model Christine Blair, maar naarmate ze ouder werd, trad haar personage meer op de voorgrond. Met als apotheose 1988, toen er vier verhaallijnen liepen over mannen die verliefd op haar waren. In 1989 verliet Terry Lester de serie en hij gaf deels de schuld aan Lauralee, die een te groot aandeel had in het programma, waardoor andere personages nog maar weinig te zien waren. Christine trouwde met rockster Danny Romalotti en later met Paul Williams, ze werd advocate. In 1996 werd een relatie gesuggereerd tussen Christine en de veel oudere Victor Newman, maar door negatieve reacties van de fans kwam die relatie er niet. Later kreeg Christine iets met Michael Baldwin (Christian LeBlanc), die haar jaren eerder gestalkt had en er zelfs voor in de gevangenis zat. Ook dit liep mis en Christine ging later terug naar Paul, maar door Paul's ex Isabella kwam er weer een kink in de kabel en ging het koppel voorgoed uit elkaar. In 2000 en 2001 verdween ze een tijd uit de serie omdat ze zwanger was. Ze opende ook een boetiek in L.A. Door die boetiek en haar kinderen was ze sinds 2003 minder op het scherm te zien. In 2005 kondigde ze aan dat ze niet langer een contractspeler was maar op losse basis nog zou verschijnen.
Terwijl de acteurswisselingen de doodsteek waren voor series als Ryan's Hope en Love is a Many Splendored Thing was het voor Y&R vaak een goede zaak. Rollen die jaren door eenzelfde acteur of actrice gespeeld waren, waren na de veranderde bezetting zelfs nog populairder dan ervoor. Dit door de acteurs die de rol anders aanpakten, zoals Peter Bergman (Jack Abbott), Susan Walters (Diane Jenkins) en Jess Walton (Jill Foster Abbott). Soms liep het ook fout, zoals in 1997, toen Victoria Newman werd vervangen. De fout werd echter snel rechtgezet en Heather Tom, die de rol eerder speelde, werd teruggehaald. In 2005 verliet Ashley Bashioum de serie en werd haar rol overgenomen door Rachel Kimsey. De reacties waren maar zozo en na een jaar werd ze van haar contract gehaald; de rol werd niet opnieuw ingevuld. Joan Van Ark begon in 2004 haar rol van Gloria Fisher, moeder van Michael Baldwin en ging weg in januari 2005. Ze werd vervangen door Judith Chapman, die al snel geaccepteerd werd door de fans.
Net zoals bij vele andere soaps gingen de kijkcijfers de laatste jaren achteruit. Zeker na het vertrek van Shemar Moore (Malcolm Winters), die bij de Afro-Amerikanen goed in de smaak viel. In 2004 werd hij voor korte tijd teruggehaald, maar de kijkcijfers stegen niet veel.

## Crossovers
Crossovers zijn acteurs die eenzelfde rol spelen in een andere serie.

### NaarThe Bold and the Beautiful
- Na haar 2-jarig verblijf in Genoa City ging Sheila Carter (Kimberlin Brown) naar L.A. om dezelfde rol te spelen voor vele jaren, in 2005 keerde ze weer terug naar haar thuisbasis Genoa City. Maar Sheila nam plastisch chirurgie aan, waardoor zij sprekend op een inwoonster van Genoa City leek, Phyllis Newman. Eigenlijk nam Michelle Stafford de rol over van Kimberlin Brown.
- Niet veel later ging ook Lauren Fenmore Tracey E. Bregman naar The Bold voor enkele jaren samen met haar echtgenoot Scott Grainger, die in L.A. overleed.
- Ook Brad Carlton (Don Diamont) was in die tijd heel even te zien in L.A.
- In 1997 kwamen Victor Newman en Jack Abbott voor zaken over de vloer bij de Forresters.
- Dokter Tim Reid, de psychiater van Phyllis Abbott, verscheen van 2000 tot 2001 in The Bold and the Beautiful.
- Susan Seaforth Hayes van Days of our Lives speelde in de jaren tachtig Joanna Manning, de moeder van Lauren Fenmore. In 2003 nam ze voor één aflevering die rol op in The Bold and the Beautiful en in 2005 verscheen ze opnieuw in Y&R voor het huwelijk van haar dochter met Michael Baldwin.
- Katherine Chancellor (Jeanne Cooper) verscheen in 2005 ook in The Bold met belangrijke informatie voor Stephanie.
- Eileen Davidson kwam als Ashley Abbott uit Genoa City, via Hong Kong in Los Angeles, om voor de Forresters gaan werken. Davidson heeft een vast contract bij B&B.
- Darcy Rose Byrnes als Abby Carlton het dochtertje van Ashley vliegt regelmatig over en weer van L.A. naar Genoa City om bij haar beide ouders te zijn.
- Beth Maitland als Traci Abbott, Ashleys zus dook onverwachts op in één scene, gedurende een telefoontje met Ashley.

### Van The Bold and the Beautiful
- Eric Forrester (John McCook) kwam in 2005 naar het huwelijk van Lauren en Michael, in haar tijd in L.A. had Lauren een relatie met Eric. En in 2008 stond er een businessmeeting gepland met Jack (Peter Bergman) en Sharon Newman (Sharon Case) over "Restless Style".
- Adrienne Frantz dook op als Amber Moore in Y&R. In mei 2007 loopt haar contract af, zodat zij haar muzikale werk kan promoten. In Genoa City was Amber een ware 'golddigger': zodra zij erachter kwam dat de Australische barman Cane de verloren zoon van de steenrijke Jill Abbott was, wilde ze per se met Cane trouwen. Ze drogeerde hem opdat zij in het huwelijk kon treden.
- Erics dochter Felicia Forrester (Lesli Kay) en Ashley Abbott (Eileen Davidson) vertegenwoordiger "Forrester Creations" in 2008 op de presentatie van "Restless Style".

### NaarAs the World Turns
- In 2005 verscheen Michael Baldwin (Christian LeBlanc) in As the World Turns als advocaat.
- In 2007 trok Alison Stewart (Marnie Schulenberg) van Genoa City naar haar familie in Oakdale.

### Van As the World Turns
- Marnie Schulenberg , de nieuwe Alison Stewart kwam nog niet in Oakdale, maar eerst in Genoa City. Alison bleek de vriendin van Amber Moore te zijn. Pas na haar tijd in Genoa City, kwam de nieuwe Alison in Oakdale.
- Kelley Menighan Hensley bezocht Genoa City als Emily Stewart, in verband met zus Alisons aanwezigheid in Genoa City.

## Rolverdeling

### Huidige vaste acteurs
| Acteur                | Personage               | Jaren                       |
| --------------------- | ----------------------- | --------------------------- |
| Melody Thomas Scott   | Nikki Reed Newman       | 1979–heden                  |
| Eric Braeden          | Victor Newman           | 1980–heden                  |
| Tracey E. Bregman     | Lauren Fenmore Baldwin  | 1983–1995, 2000, 2001–heden |
| Kate Linder           | Esther Valentine        | 1985–heden                  |
| Jess Walton           | Jill Foster Abbott      | 1987–heden                  |
| Peter Bergman         | Jack Abbott             | 1989–heden                  |
| Joshua Morrow         | Nick Newman             | 1994–heden                  |
| Sharon Case           | Sharon Abbott           | 1994–2003, 2003–heden       |
| Michelle Stafford     | Phyllis Summers Abbott  | 1994–1997, 2000–heden       |
| Christian LeBlanc     | Michael Baldwin         | 1991–1993, 1997–heden       |
| Thad Luckinbill       | J.T. Hellstrom          | 1999–heden                  |
| Greg Rikaart          | Kevin Fisher            | 2003–heden                  |
| Michael Graziadei     | Daniel Romalotti        | 2004–heden                  |
| Bryton McClure        | Devon Hamilton          | 2004–heden                  |
| Judith Chapman        | Gloria Fisher Abbott    | 2005–heden                  |
| Amelia Heinle         | Victoria Newman Carlton | 2005–heden                  |
| Adrienne Frantz       | Amber Moore             | 2006–heden                  |
| Eyan Podell           | Adrian Korbel           | 2006–heden                  |
| Christel Khalil       | Lily Winters Romalotti  | 2002–2005, 2006–heden       |
| Emily O'Brien         | Jana Hawkes             | 2006–2007, 2007-heden       |
| Vail Bloom            | Heather Stevens         | 2007–heden                  |
| Daniel Goddard        | Cane Ashby              | 2007–heden                  |
| Tammin Sursok         | Colleen Carlton         | 2007–heden                  |
| Ted Shackleford       | Jeffrey Bardwell        | 2007–heden                  |
| Nia Peeples           | Karen Taylor            | 2007–2008, 2008–heden       |
| Chris Engen           | Adam Wilson             | 2008–heden                  |
| Elizabeth Hendrickson | Chloe Mitchell          | 2008–heden                  |
| Eva Marcille          | Tyra Hamilton           | 2008–heden                  |
| Courtney Hope         | Sally Spectra           | 2020–heden                  |

### Losse acteurs
| Acteur                | Personage                | Jaren                                        |
| --------------------- | ------------------------ | -------------------------------------------- |
| Beau Kayser           | Brock Reynolds           | 1974–1980, 1984–1986, 1988, 1992, 1999–heden |
| Patty Weaver          | Gina Roma                | 1982–heden                                   |
| Laurallee Bell        | Christine Blair Williams | 1983–2000, 2001, 2002–heden                  |
| Anthony Peña          | Miguel Rodriguez         | 1984–heden                                   |
| Tonya Lee Williams    | Olivia Barber Winters    | 1990–heden                                   |
| Karen Hensel          | Doris Collins            | 1994–2003, 2005–heden                        |
| Veronica Redd         | Maimie Johnson           | 1990–1995, 1999–heden                        |
| David "Shark" Fralick | Larry Warton             | 1995–1996, 1999–2004, 2005                   |
| Sherman Augustus      | Det. Hank Weber          | 2002–heden                                   |
| Asia Ray Smith        | Sierra Hoffman           | 2003–heden                                   |
| Darcy Rose Byrnes     | Abby Carlton             | 2003–2007, 2007–heden                        |
| Hunter Allan          | Noah Newman              | 2005–heden                                   |

### Voormalige acteurs
| Acteur            | Personage               | Jaren                             |
| ----------------- | ----------------------- | --------------------------------- |
| Doug Davidson     | Paul Williams           | 1978–2020                         |
| Kristoff St. John | Neil Winters            | 1991–2019                         |
| Don Diamont       | Brad Carlton            | 1985–1996, 1999–2009              |
| David Hasselhoff  | William Foster          | 1975–1982                         |
| Carolyn Conwell   | Mary Williams           | 1980–2004                         |
| Terry Lester      | Jack Abbott             | 1980–1989                         |
| Michael Damian    | Danny Romalotti         | 1981–1998, 2002, 2003–2004        |
| Eileen Davidson   | Ashley Abbott           | 1982–1989, 1999–2007              |
| Jerry Douglas     | John Abbott             | 1982–1998, 1999–2006, 2007, 2008  |
| Tricia Cast       | Nina Webster            | 1986–2001                         |
| Laura Bryan Birn  | Lynne Bassett           | 1988–2004                         |
| John Castellanos  | John Silva              | 1989–2004                         |
| Victoria Rowell   | Drucilla Winters        | 1990–1998, 2000, 2002–2007        |
| Heather Tom       | Victoria Newman         | 1991–2003                         |
| Shemar Moore      | Malcolm Winters         | 1994–2002, 2004–2005              |
| Camryn Grimes     | Cassie Newman           | 1997–2005                         |
| Davetta Sherwood  | Lily Winters Romalotti  | 2006                              |
| Lauren Woodland   | Brittany Hodges Marsino | 2002–2005                         |
| Jennifer Gareis   | Grace Turner            | 1997–1999, 2000, 2001, 2002, 2004 |
| Adrianne Leon     | Colleen Carlton         | 2006–2007                         |
| Ted Shackleford   | Will Bardwell           | 2006–2007                         |
| Marisa Ramirez    | Carmen Mesta            | 2006                              |
| Vincent Irizarry  | David Chow              | 2007–2008                         |
| Raya Meddine      | Sabrina Costelana       | 2008                              |
| Jeanne Cooper     | Katherine Chancellor    | 1973–2013                         |

## Daytime Emmy Awards

### Programma
- 2004 "Outstanding Drama Series"
- 1993 "Outstanding Drama Series"
- 1986 "Outstanding Drama Series"
- 1985 "Outstanding Drama Series"
- 1983 "Outstanding Drama Series"
- 1975 "Outstanding Drama Series"

### Individueel
- 2005 "Outstanding Lead Actor in a Drama Series" Christian LeBlanc (Michael Baldwin)
- 2005 "Outstanding Supporting Actor in a Drama Series" Greg Rikaart (Kevin Fisher)
- 2005 "Outstanding Younger Actor in a Drama Series" David Lago (Raul Guittierez)
- 2004 "Outstanding Lead Actress in a Drama Series" Michelle Stafford (Phyllis Summers Abbott)
- 2002 "Outstanding Lead Actor in a Drama Series" Peter Bergman (Jack Abbott)
- 2000 "Outstanding Supporting Actor in a Drama Series" Shemar Moore (Malcolm Winters)
- 2000 "Outstanding Younger Actor in a Drama Series" David Tom (Billy Abbott)
- 2000 "Outstanding Younger Actress in a Drama Series" Camryn Grimes (Cassie Newman)
- 1999 "Outstanding Supporting Actress in a Drama Series" Sharon Case (Sharon Collins Newman)
- 1999 "Outstanding Younger Actress in a Drama Series" Heather Tom (Victoria Newman)
- 1998 "Outstanding Lead Actor in a Drama Series" Eric Braeden (Victor Newman)
- 1997 "Outstanding Lead Actress in a Drama Series" Jess Walton (Jill Foster Abbott)
- 1997 "Outstanding Supporting Actress in a Drama Series" Michelle Stafford (Phyllis Summers Romalotti)
- 1993 "Outstanding Younger Actress in a Drama Series" Heather Tom (Victoria Newman McNeil)
- 1992 "Outstanding Lead Actor in a Drama Series" Peter Bergman (Jack Abbott)
- 1992 "Outstanding Younger Actor in a Drama Series" Kristoff St. John (Neil Winters)
- 1992 "Outstanding Younger Actress in a Drama Series" Tricia Cast (Nina Webster Kimble)
- 1991 "Outstanding Lead Actor in a Drama Series" Peter Bergman (Jack Abbott)
- 1991 "Outstanding Supporting Actress in a Drama Series" Jess Walton (Jill Foster Abbott)
- 1985 "Outstanding Supporting Actress in a Drama Series" Beth Maitland (Traci Abbott)
- 1985 "Outstanding Ingenue in a Drama Series" Tracey E. Bregman (Lauren Fenmore)